# Port Phillip

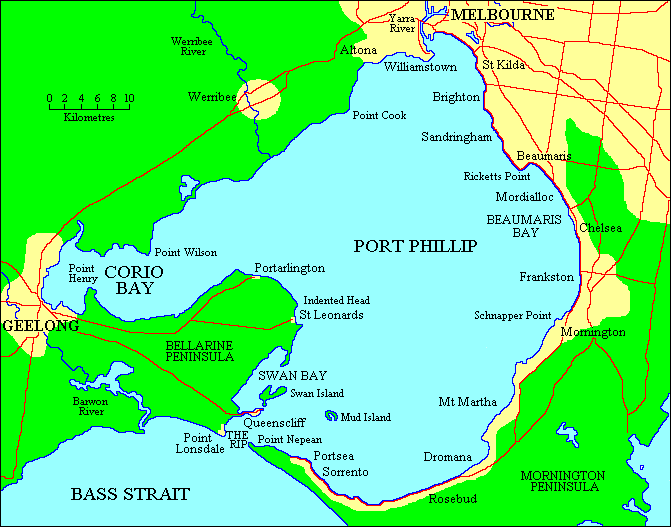
Locatie

Port Phillip is een baai bij de Australische stad Melbourne. De baai heeft een oppervlakte van 1930 km² en een kustlijn van 264 km. Het diepste gedeelte is slechts 24 meter diep; de helft van de baai is zelfs minder dan 8 meter diep.
Wateraanvoer is afkomstig van de Yarra River, Patterson River, Werribee River, Little River, Kororoit Creek. De baai mondt uit in Straat Bass.